# Île Saint-Barnabé
L'île Saint-Barnabé est une île de l'estuaire du Saint-Laurent, située dans la région du Bas-Saint-Laurent au Québec. Elle fait partie du territoire de la ville de Rimouski à laquelle elle fait face à une distance d'environ trois kilomètres des rives de la municipalité.

## Toponymie
Le toponyme de l'île est très ancien et déjà présent sur l'une des cartes de Samuel de Champlain en 1612. C’est probablement Champlain lui-même qui nomme l’île Saint-Barnabé au début du XVIIe siècle lorsqu’il la côtoie le 11 juin 1603, jour de la fête de Saint Barnabé lors d'un voyage exploratoire. Le nom de l'île apparaît alors sous la forme de «I. St Bernabe». Il se peut que l'origine du nom soit antérieur à 1612; Jacques Cartier ayant remarqué l'existence de l'île lors de son passage à cet endroit en août 1535.

## Géologie et morphologie
L'île Saint-Barnabé fait partie d'un chapelet de bandes de terre étroites émergées situées généralement près du littoral du Bas-Saint-Laurent. Cette série d'îles — l'île aux Lièvres, l'île Verte, l'île aux Basques, l'île du Bic et l'île Saint-Barnabé — sont apparues à la fin du Pléistocène, il y a quelques milliers d'années, lors du retrait de la mer de Goldthwait.
La morphologie de l'île est très longiligne, l'île mesurant près de cinq kilomètres de long, alors que sa largeur maximale est d'au plus 400 mètres. Son territoire est orienté du sud-ouest au nord-ouest, face à la ville de Rimouski. La formation géologique schisteuse caractérise l'île, mais des arêtes rocheuses affleurent aussi sur son rivage. Des battures de vases et de galets séparent l'île de la rive continentale.
Avec le cap du Rocher-Blanc et l'îlet Canuel au sud-ouest, le rivage sud de l'île Saint-Barnabé protège un léger rentrant du littoral où s'est bâti le centre-ville de Rimouski. Cet ensemble sert d'abri à une baie peu profonde, presque totalement découverte à marée basse, la baie de Rimouski. Cette baie a servi de havre à une certaine époque pour la navigation de faible tonnage, mais sa faible profondeur et une forte sédimentation forcent le déplacement des activités portuaires au nord-est, du côté de Pointe-au-Père.

## Milieu naturel
L'île fait partie de la zone importante pour la conservation des oiseaux (ZICO) du marais de Rimouski, pour sa concentration de sa population de sauvagines,. La ZICO a une superficie de 47,71 km2 et un territoire qui correspond à la côte sud du fleuve Saint-Laurent entre le secteur du Rocher-Blanc en amont et Pointe-au-Père à l'aval. Il comprend la baie de Rimouski, l'île Canuel et la réserve nationale de faune de Pointe-au-Père. L'une de principale caractéristique de la ZICO est la présence d'un marais en gradient, unique dans l'est du Québec, ce qui offre une grande variété d'habitats, comme des côtes rocheuses, des vasières, des marais salés, des plages et des herbiers à zostère.

### Faune
Le Grand Héron (Ardea herodias) est l'oiseau emblématique de l'île Saint-Barnabé.

## Histoire
Des sources mentionnent que le père Henri Nouvel, accompagné d'un groupe d'autochtones s'est arrêté à l'île Saint-Barbabé le 8 décembre 1663, en route vers un voyage de chasse à l'intérieur des terres de ce territoire de l'est de la Nouvelle-France. D'autres sources mentionnent plutôt que le père Nouvel s'est arrêté à la Pointe-au-Père où il aurait célébré une messe.
L'île Saint-Barnabé fait partie du territoire de la seigneurie de Rimouski concédé par le gouverneur Jacques-René de Brisay à Augustin Rouer de la Cardonnière le 24 avril 1688. Le 18 avril 1746, l'administration de la Nouvelle-France charge René-Ovide-Hertel, sieur de Rouville, de la gestion d'un poste d'observation situé sur l'île dans le but de signaler la présence de tous navires remontant le fleuve Saint-Laurent.

## Excursions touristiques

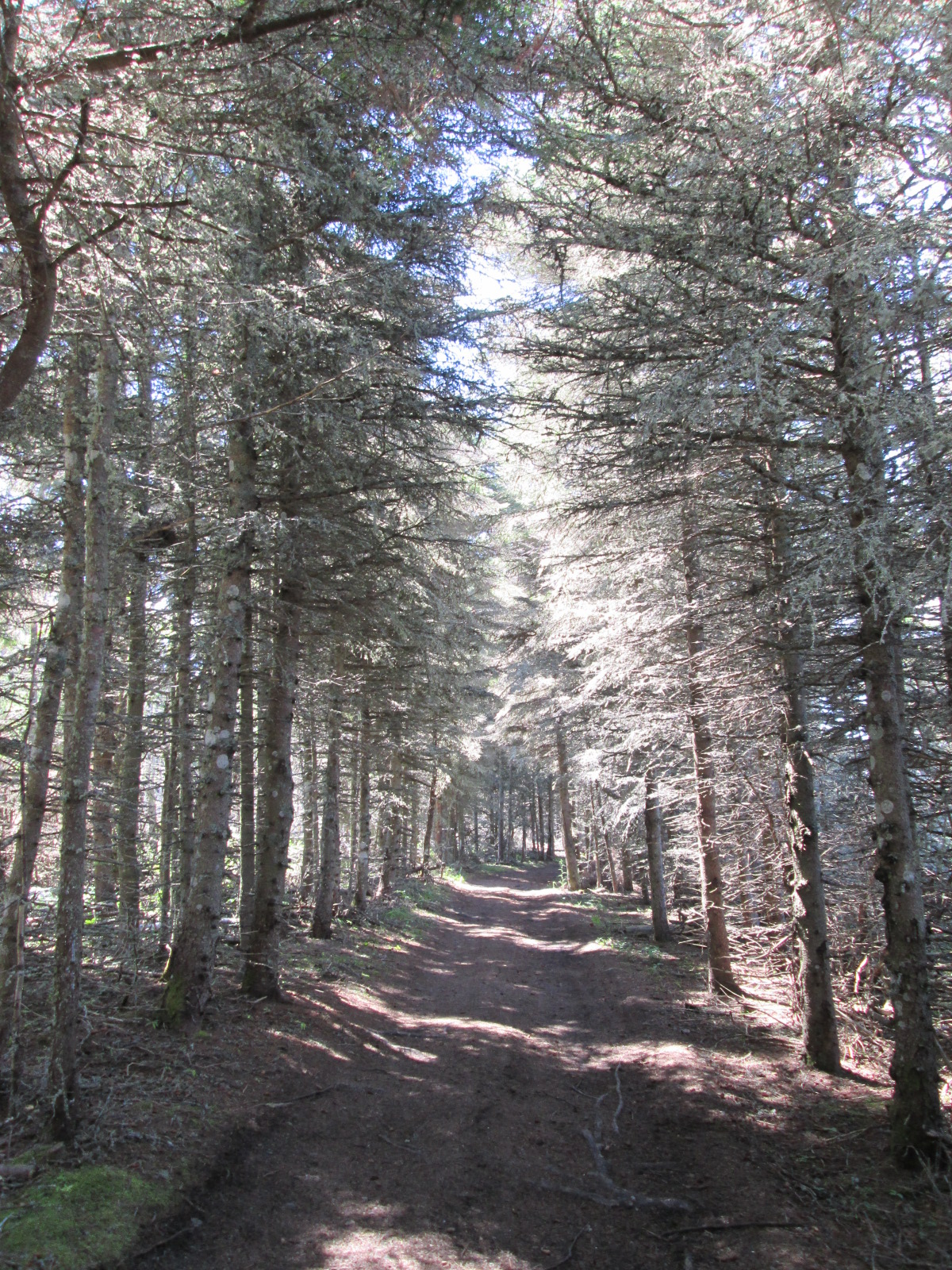
Sentier sous les sapins baumiers

L'île est maintenant une destination touristique et pendant la période estivale, de juin à septembre, Excursion île Saint-Barnabé y organise des excursions,. Les visiteurs peuvent y observer la faune, (présence de grand hérons et de phoques), et y pratiquer la randonnée pédestre. Le déplacement entre Rimouski et l'île s'effectue en zodiac.
Il est possible de camper sur le site depuis l'aménagement de 12 sites de camping rustique chacun dotés d'une plate-forme, d'une table de pique-nique et d'un foyer pour allumer des feux. Le camping est situé à une demi-heure de marche du point d'accueil de l'île.
Plusieurs autres activités sont également proposées aux visiteurs. Il est aussi possible de s'arrêter pour pique-niquer ou de s'informer à des haltes thématiques aménagées et qui abordent différentes facettes du milieu naturel, de l'occupation humaine des lieux et de l'histoire locale.

## La légende de Toussaint Cartier
Au XVIIe siècle, l’île est habitée par Toussaint Cartier, un ermite, dont l’histoire est encore aujourd’hui enveloppée de mystère. Selon l’historienne Marie-Andrée Massicotte, les faits historiques sont les suivants : En 1728, Toussaint Cartier, alors âgé d’une vingtaine d’années, arrive à Rimouski et demande au seigneur Lepage, la permission de se retirer sur l’île Saint-Barnabé afin d’y vivre en ermite. Sa requête ayant été acceptée, l’ermite s’installe vers le milieu de l’île, du côté sud, où il se construit une cabane et une petite étable. Il tire subsistance de la culture d’un lopin de terre et de l’élevage de quelques animaux domestiques, « Il traversait quelquefois à Rimouski pour assister aux offices religieux de la mission et, s’il gardait le silence sur lui-même, il savait se montrer agréable dans ses échanges avec les Rimouskois. »
Toussaint Cartier meurt le 30 janvier 1767. Dans un livre intitulé « The History of Emily Montague », publié à Londres en 1769, la romancière Frances Brooke imagine une histoire romanesque autour du personnage de Toussaint Cartier. Cette fiction contribuera à fausser la vérité sur ce personnage et à créer la légende.